# Malá Ida
Malá Ida – wieś (obec) na Słowacji położona w kraju koszyckim, w powiecie Koszyce-okolice. Pierwsze wzmianki o miejscowości pochodzą z roku 1280. 
Według danych z dnia 31 grudnia 2012, wieś zamieszkiwało 1446 osób, w tym 724 kobiety i 722 mężczyzn.
W 2001 roku rozkład populacji względem narodowości i przynależności etnicznej wyglądał następująco:
- Słowacy – 97,97%
- Czesi – 0,19%
- Ukraińcy – 0,1%
- Węgrzy – 0,77%

Ze względu na wyznawaną religię struktura mieszkańców kształtowała się w 2001 roku następująco:
- Katolicy rzymscy – 88,89%
- Grekokatolicy – 2,22%
- Ewangelicy – 0,77%
- Ateiści – 3,96%
- Przedstawiciele innych wyznań – 0,1%
- Nie podano – 2,03%